# Russula nauseosa
Russula nauseosa (Christian Hendrik Persoon, 1801 ex Elias Magnus Fries, 1838), denumită în popor vinețica țapului, este o  specie de ciuperci comestibile din încrengătura Basidiomycota în familia Russulaceae și de genul Russula care coabitează, fiind un simbiont micoriza (formează micorize pe rădăcinile arborilor). Ea se poate găsi în România, Basarabia și Bucovina de Nord pe aproape orișice sol, și pe cel azotic, crescând izolată sau în grupuri mai mici, prin păduri de conifere și mixte sub molizi, și brazi. Buretele apare destul de des, de la câmpie la munte, din iunie până în noiembrie.

## Descriere

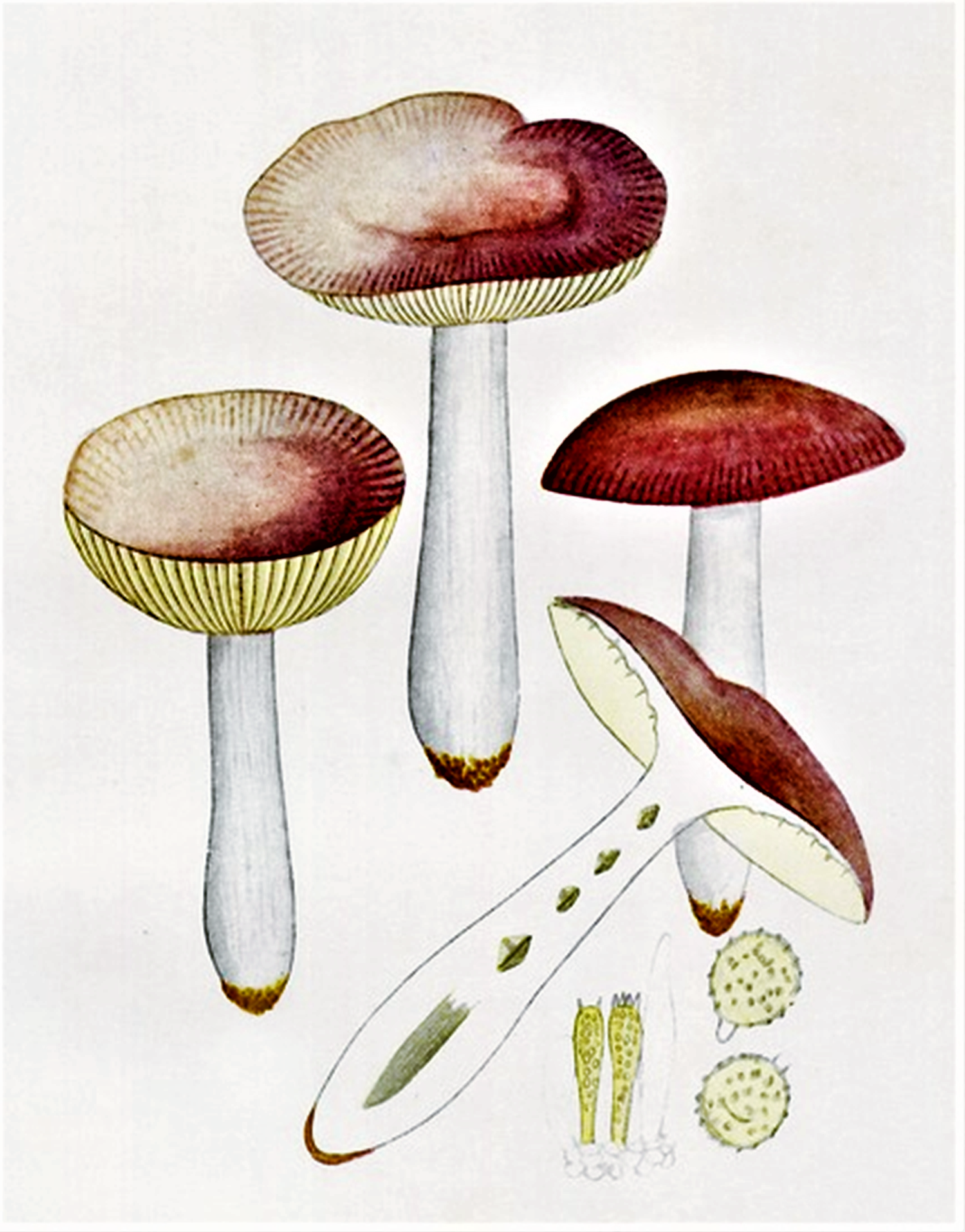
Bres.: Russula nauseosa

- Pălăria: este o vinețică mai mică cu un diametru de aproximativ 3-7 cm, inițial semisferică cu marginea răsfrântă spre picior, apoi boltită, aplatizând la maturitate din ce în ce mai mult și dezvoltând cu timpul o pâlnie în centru. Cuticula care poate fi cojită, este netedă spre margine mată, dar în mijloc lucioasă, la umezeală lipicioasă, prezintă caneluri radiale bine vizibile la periferie. Coloritul pălăriei diferă tare, el poate fi gălbui, ocru, verzui, roșiatic, lila, violet, în centru mereu mai închis, brun-măsliniu.
- Lamelele: ele stau destul de distanțate, sunt rotunjit-bombate precum aderate la picior. Coloritul este în tinerețe crem, apoi galben viu și în vârstă de un ocru murdar.
- Piciorul: are o înălțime de 3-7 cm și o lățime de 0,6-1,2 cm, fiind cilindric cu baza ușor îngroșată, fragil, în tinerețe plin, la maturitate complet împăiat, căpătând alveole și devenind spongios. Tija este albă, cu nuanțe de ocru spre bază și fin striată, la bătrânețe reticulată gri.
- Carnea: este albă, sfărâmicioasă, cu un miros aproape imperceptibil,  frecată între degete ușor de hering, și cu gust plăcut, câteodată chiar ceva iutișor.[3][4]
- Caracteristici microscopice: are spori cu o mărime 7,2–9,7 × 6,1–7,9 microni, rotunjori, cu negi țepoși de o lungime până la 1,2 microni, pulberea lor fiind galben-ocru. Basidiile în formă de măciucă poartă 4 spori și măsoară  35–50 × 11–15 microni.[5]
- Reacții chimice: Carnea pălăriei se colorează cu guaiacol albastru-verzui, cu fenol în roșu de vin și cu sulfat de fier roz deschis. [5]

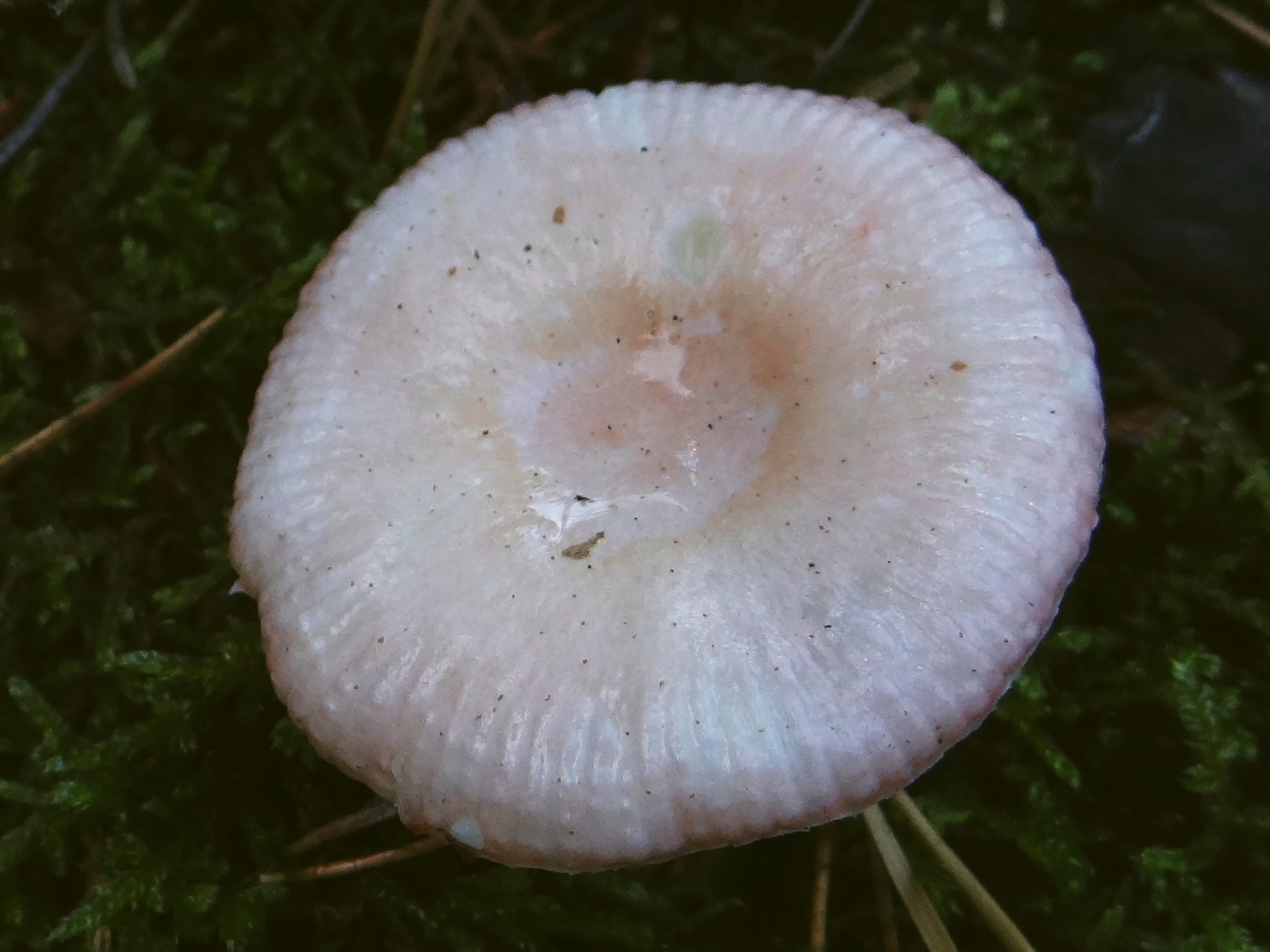
R. nauseosa de culoare lila
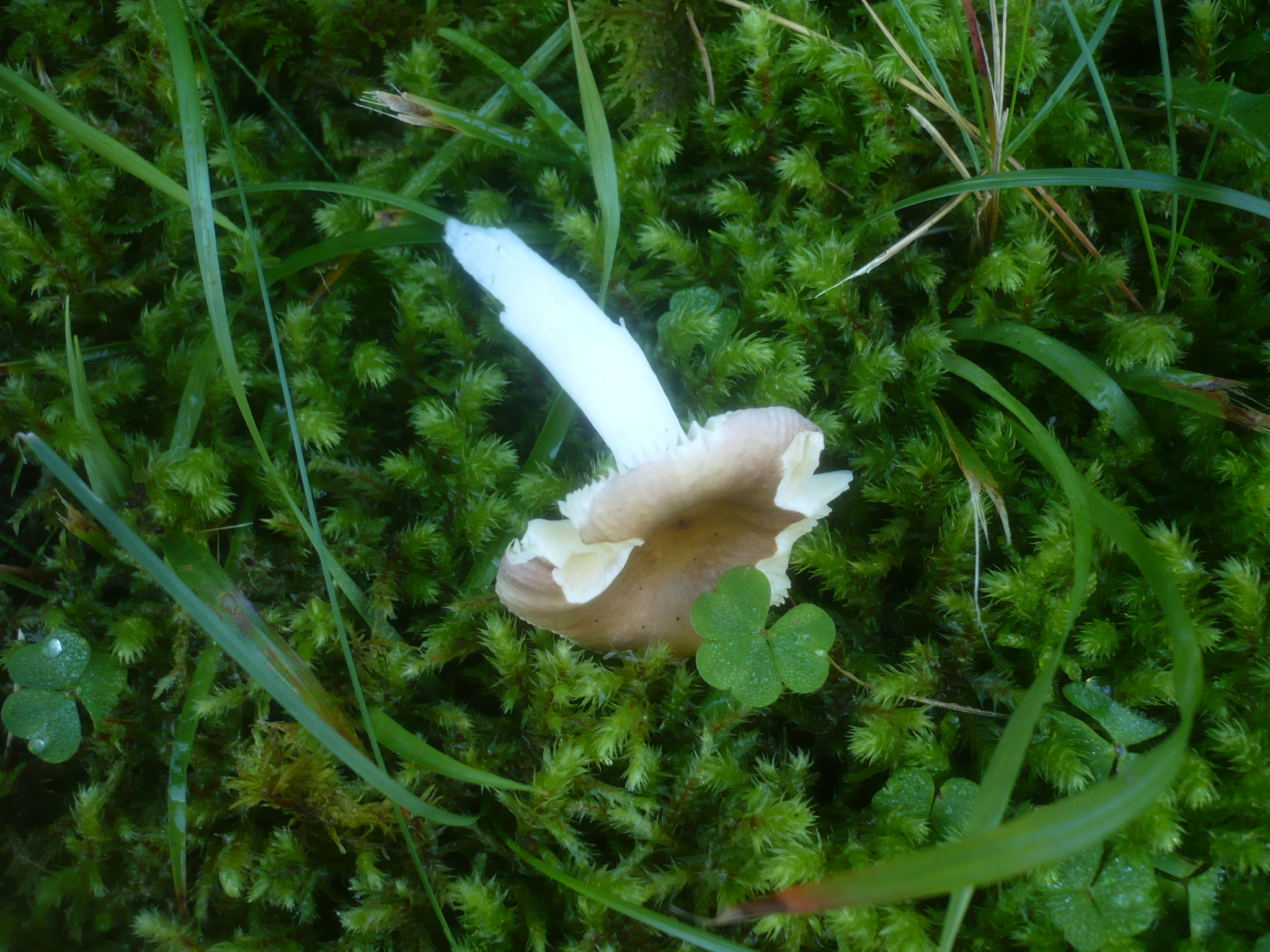
R. nauseosa de culoare gri-verzuie

## Confuzii
Vinețica galbenă poate fi confundată cu alte soiuri ale genului, cum sunt de exemplu Russula amoena, Russula amoenicolor, Russula atropurpurea, Russula cyanoxantha, Russula grisea Russula heterophylla,Russula integra, Russula ionochlora, Russula nigricans, Russula olivacea, Russula parazurea, Russula puellaris, Russula.raoultii (otrăvitoare, iute și amară) Russula stenotricha, Russula versicolor (destul de iute, în primul rând lamelele tinere),  Russula violeipes, Russula virescens sau Russula xerampelina.

## Ciuperci asemănătoare

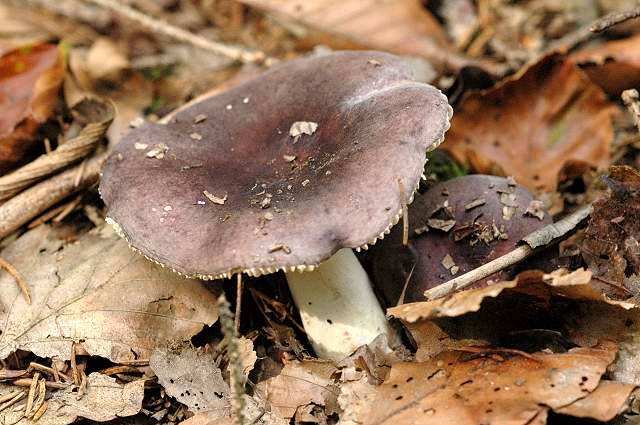
Russula.amoena
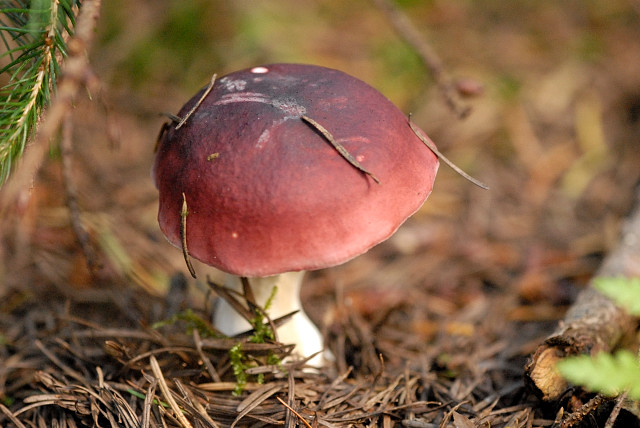
Russula atropurpurea
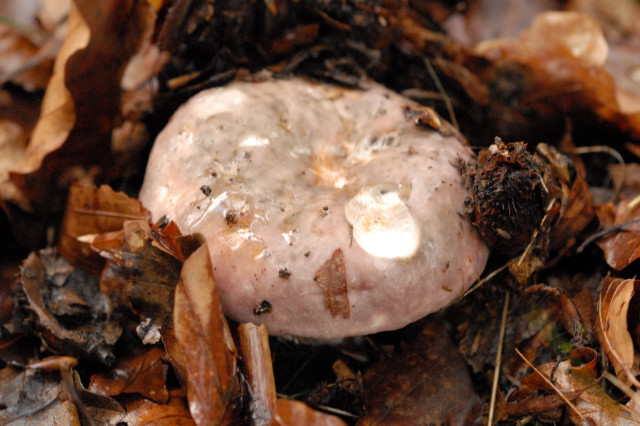
Russula cyanoxantha
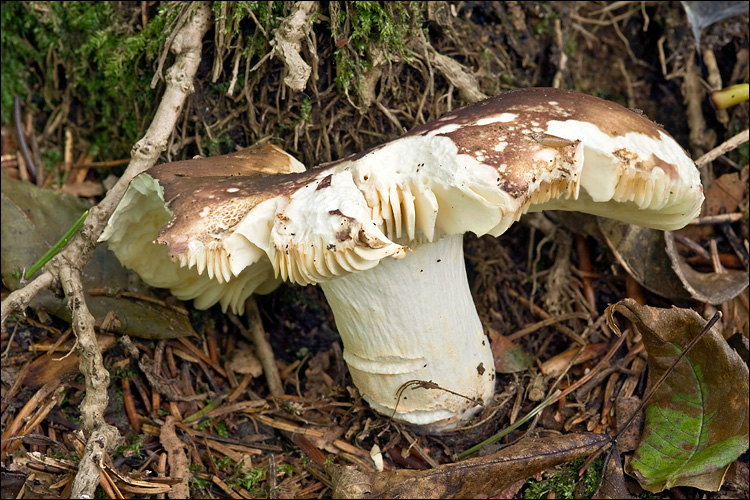
Russula integra
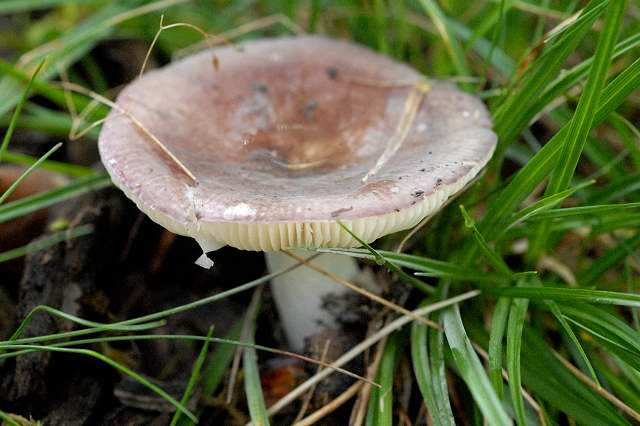
Russula.ionochlora
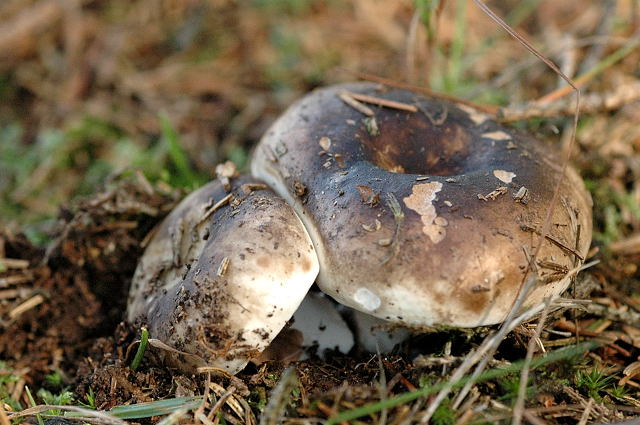
Russula.nigricans
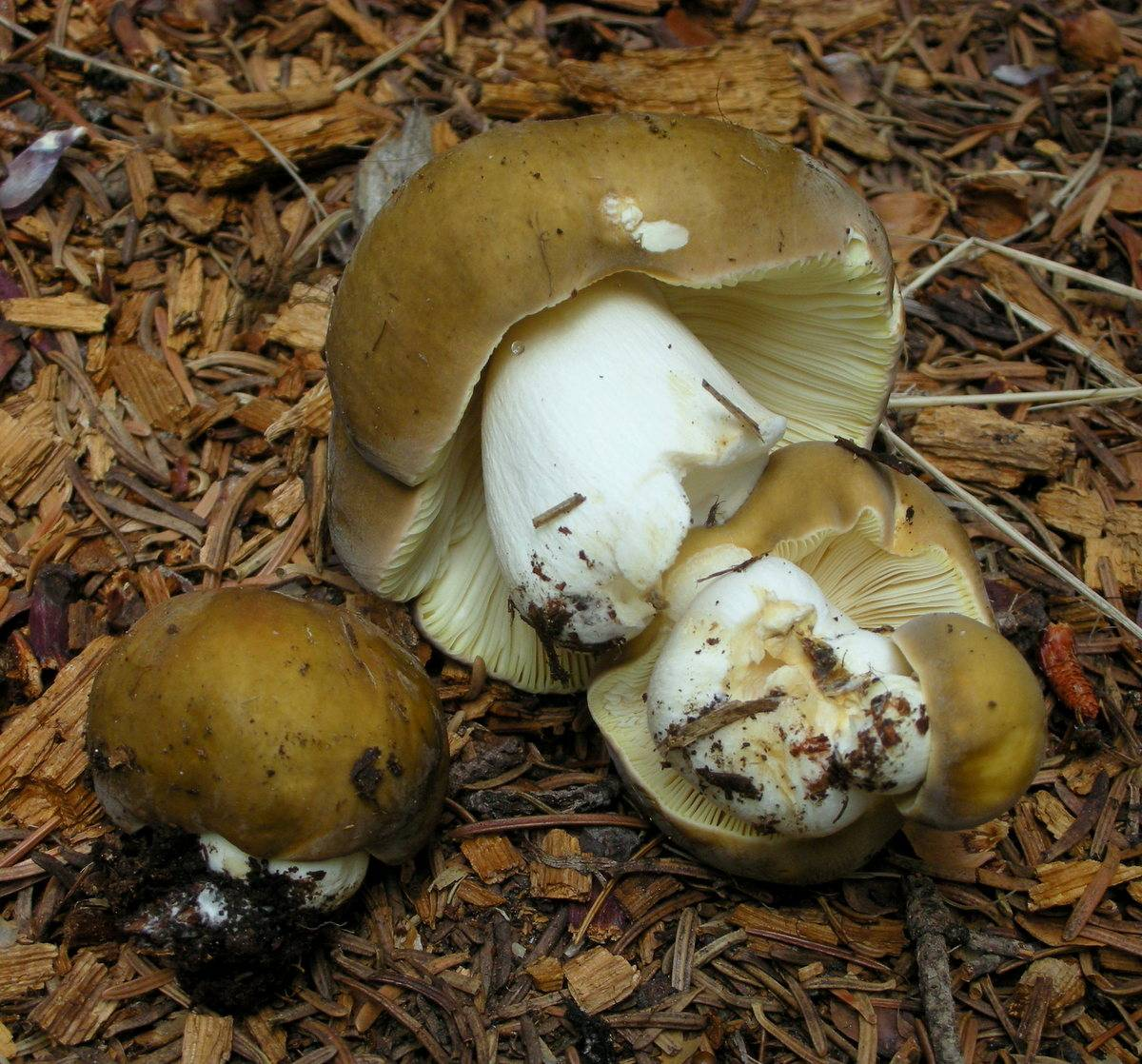
Russula olivacea
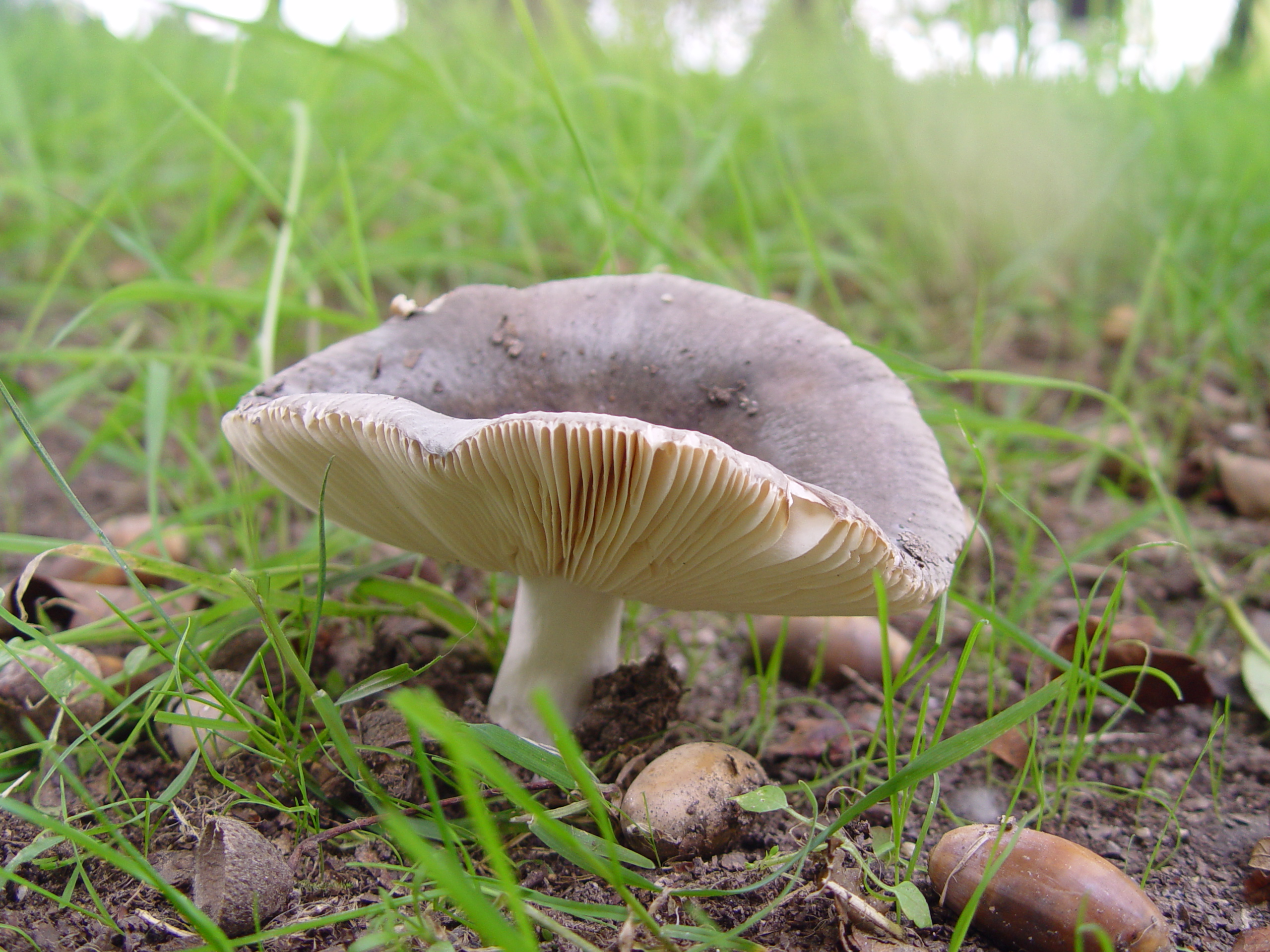
Russula parazurea

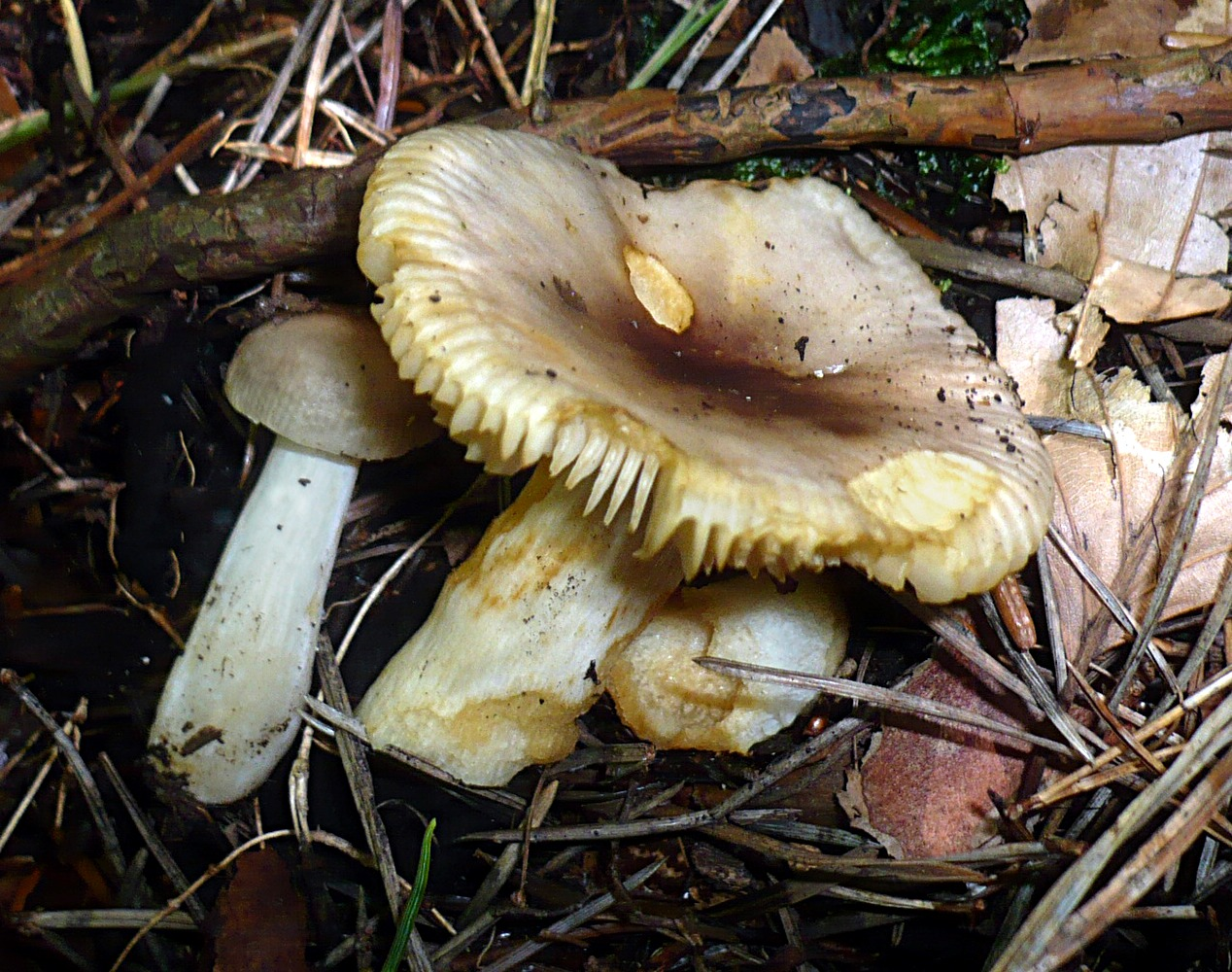
Russula puellaris
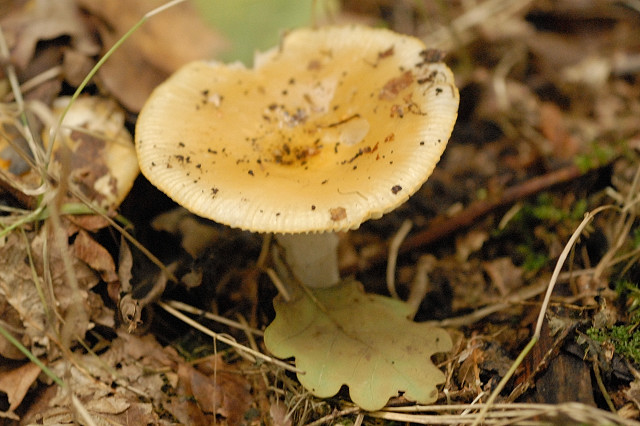
!!Russula.raoultii!!
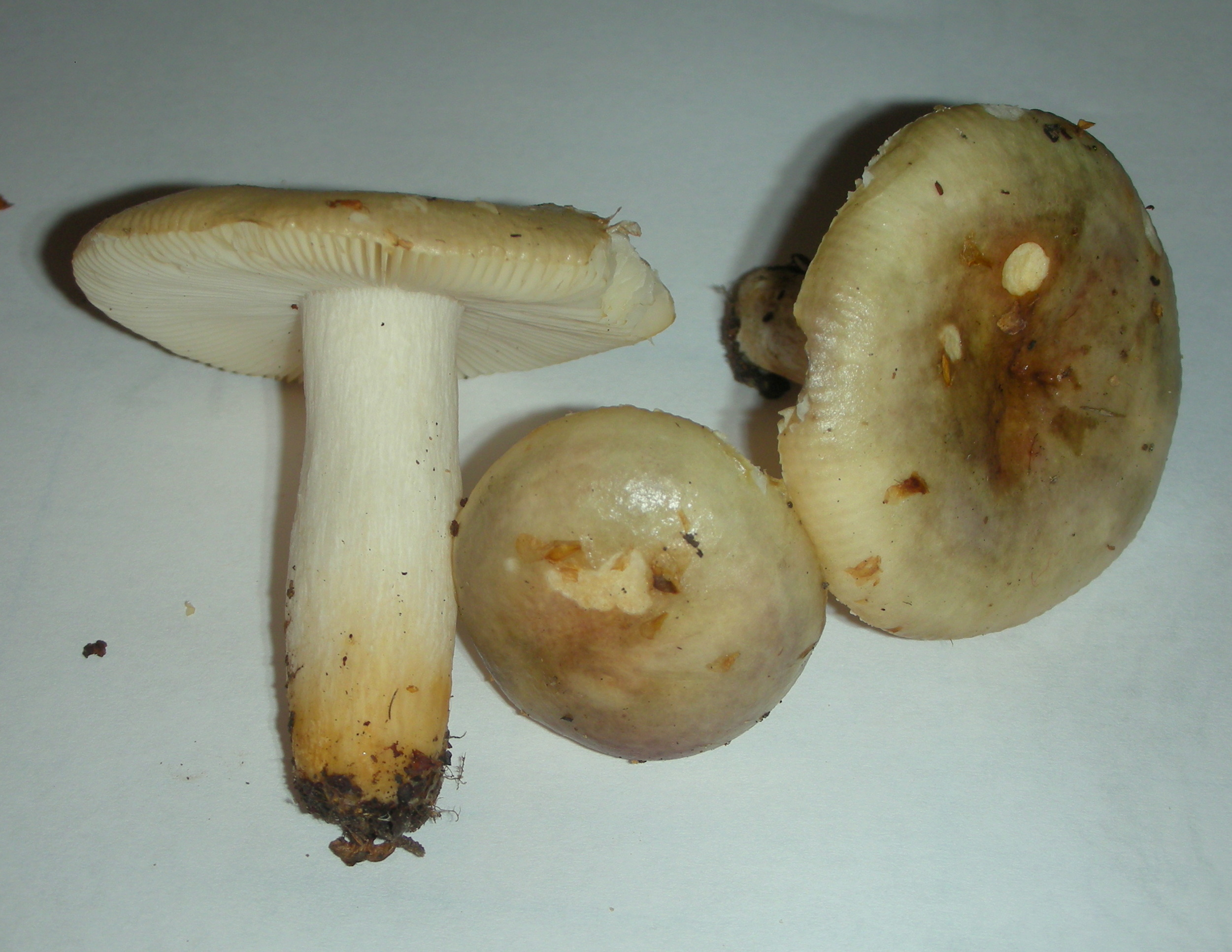
!Russula versicolor!
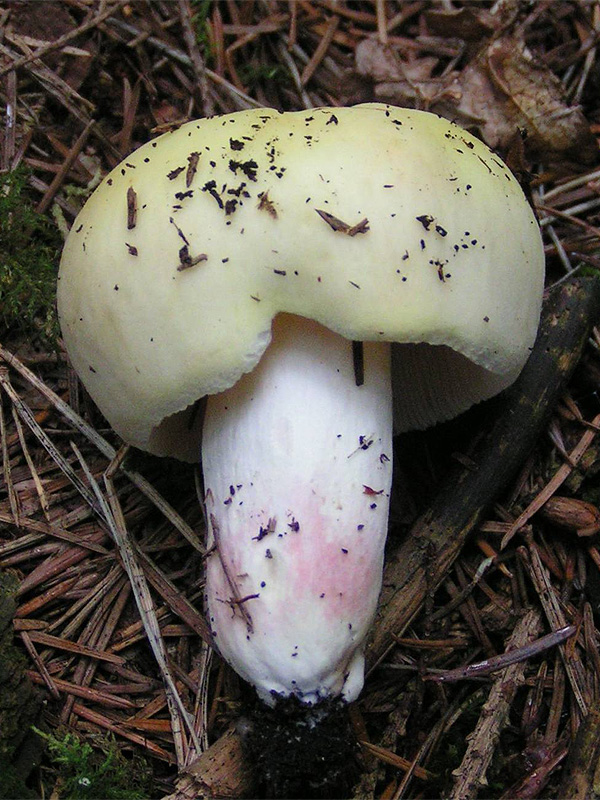
Russula violeipes
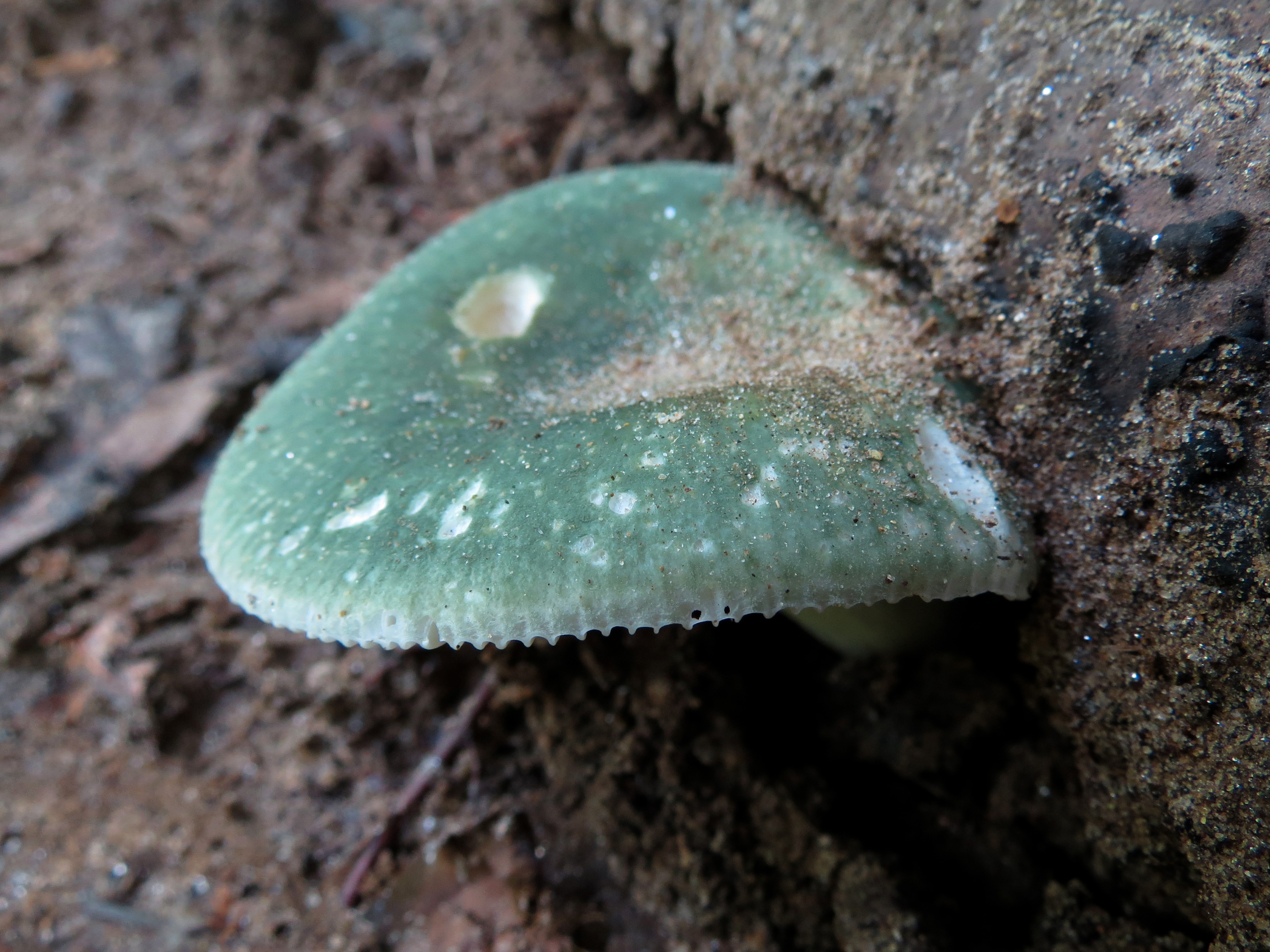
Russula virescens
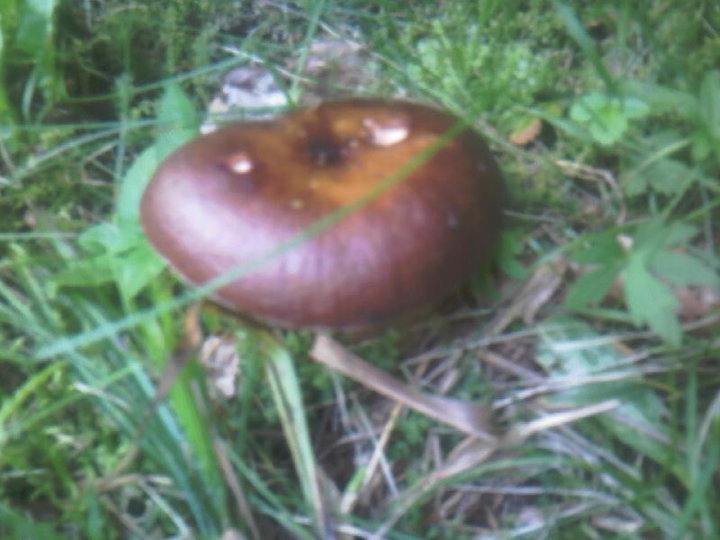
Russula xerampelina

## Valorificare
Vinețica galbenă nu este astfel de gustoasă ca Russula cyanoxantha (vinețica porumbeilor). Ea este comestibilă cât ciuperca este tânără și cu carnea albă. Se recomandă pregătirea ei în combinație cu alte ciuperci de pădure, după îndepărtarea (posibilă) a lamelelor destul de iute. Ciuperca se poate usca, mai departe se potrivește pentru conservarea în oțet sau ulei.